# Angel y Khriz
Angel y Khriz, alias Angel Rivera Guzmán et Christian Colón Rolon, est un duo de reggaeton de Puerto Rico produisant essentiellement pour Luny Tunes.

## Historique
Les deux reggaetoneros se connaissent depuis l'école et s'influencent mutuellement pour former un duo gagnant. Khriz grandit écoutant la musique d'artiste hip-hop comme Wu Tang Clan et Cypress Hill.
Le duo est présenté en 2002 avec Hector El Bambino avec le tube Cazando Voy.
En 2005, ils se lancent avec la chanson Fua, De Lao A Lao (avec une version bachata et merengue reggaeton), et Mazacotte. En termes de succès ils sont comparés à Daddy Yankee, Don Omar, et Wisin y Yandel.
Depuis peu Angel possède son propre label discographique (Angel's Music) et se lance à son tour à la production de nouvelles formations. En 2005, il collabore avec Andy Andy pour la version reggaeton assez surprenante du  titre A quien le importa de l'album Ironia.
Angel y Khriz ont signé au label Mr. 305 Inc du rappeur cubano-américain Pitbull.

## Discographie
- Carita De Angel
- De Cazeria
- Tu Me Pones Mal
- Ven Bailalo
- Cazando Voy
- Na De Na
- Ella Quiere
- Me Enamoré
- Ayer la vi
- Maltrátame